# Ortstafel (Österreich)
Die österreichische Ortstafel ist ein Verkehrszeichen und bezeichnet den Beginn oder das Ende des „innerörtlichen“ Abschnittes im Straßennetz, der Ortsgebiet genannt wird. Ortstafeln sind an ein- und ausfallenden Straßen eines Orts aufgestellt, informieren über den Ortsnamen und zeigen im Sinne des Straßenverkehrsrechts beispielsweise den Beginn von Geschwindigkeitsbeschränkungen innerhalb einer geschlossenen Ortschaft an. Dementsprechend gibt es dann eine Ortsendetafel, welche das Ende der Ortschaft anzeigt und dort Beschränkungen wieder aufhebt.

## Straßenverkehrsordnung Österreich
Die österreichische StVO kennt nur die Bezeichnung Ortstafel § 53/17a („Ortsanfangtafel“), und Ortsende § 53/17b („Ortsendetafel“). Es handelt sich um Hinweiszeichen. Anders als in Deutschland werden dadurch z. B. festgesetzte Geschwindigkeitsbeschränkungen über 50 km/h nicht automatisch außer Kraft gesetzt und gelten auch innerhalb des Ortsgebietes (nur auf der betreffenden Straße), bis sie aufgehoben werden.
Dass die Ortstafeln aber auch außerhalb des Straßenverkehrs eine starke emotionale und identitätsstiftende Wirkung haben können, zeigt das Beispiel des Ortstafelstreits, bei dem in Kärnten jahrzehntelang kontroversiell gestritten wurde.

### Ortstafeln und Ortsgebiet

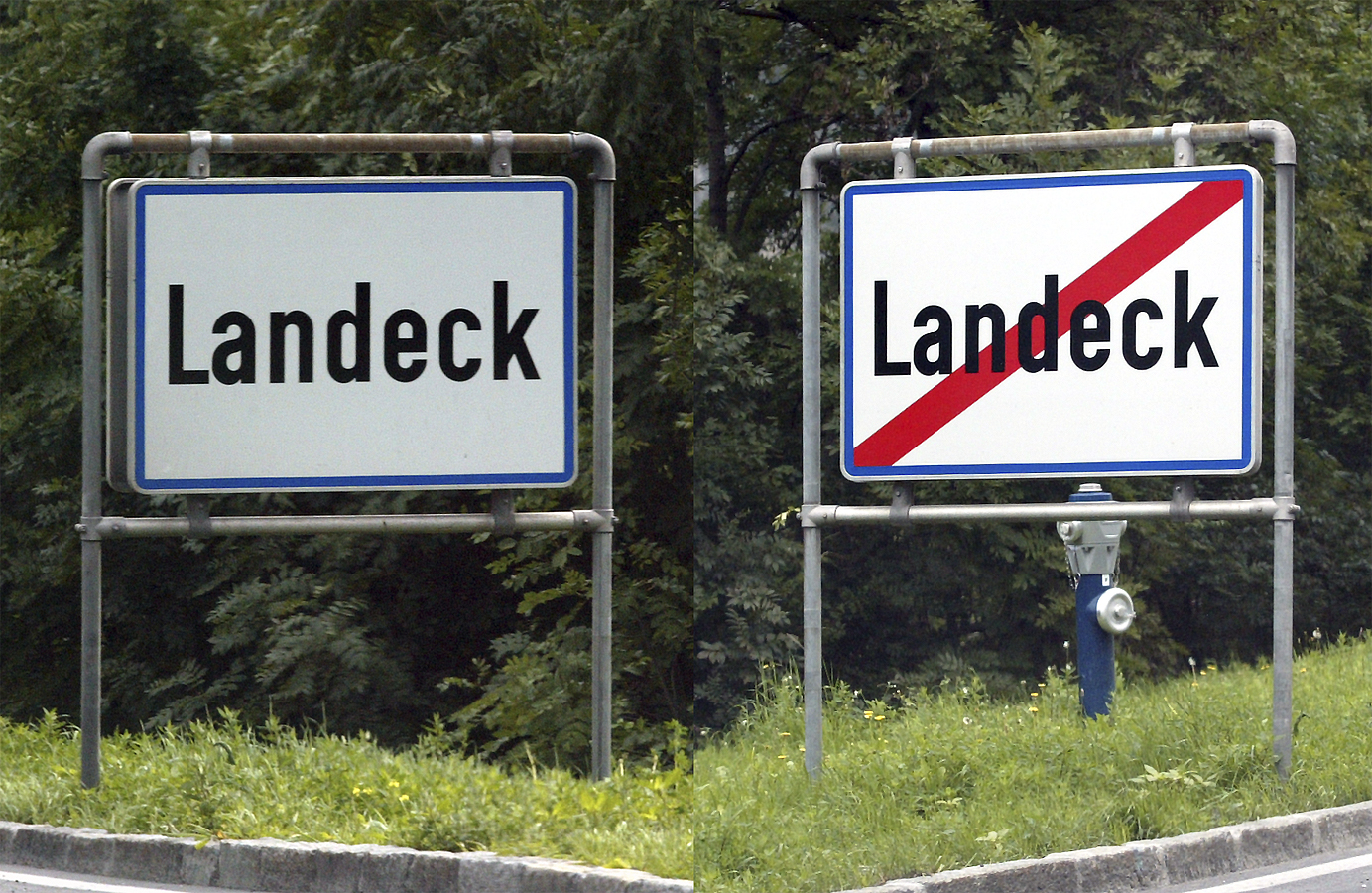
Landeck in Tirol

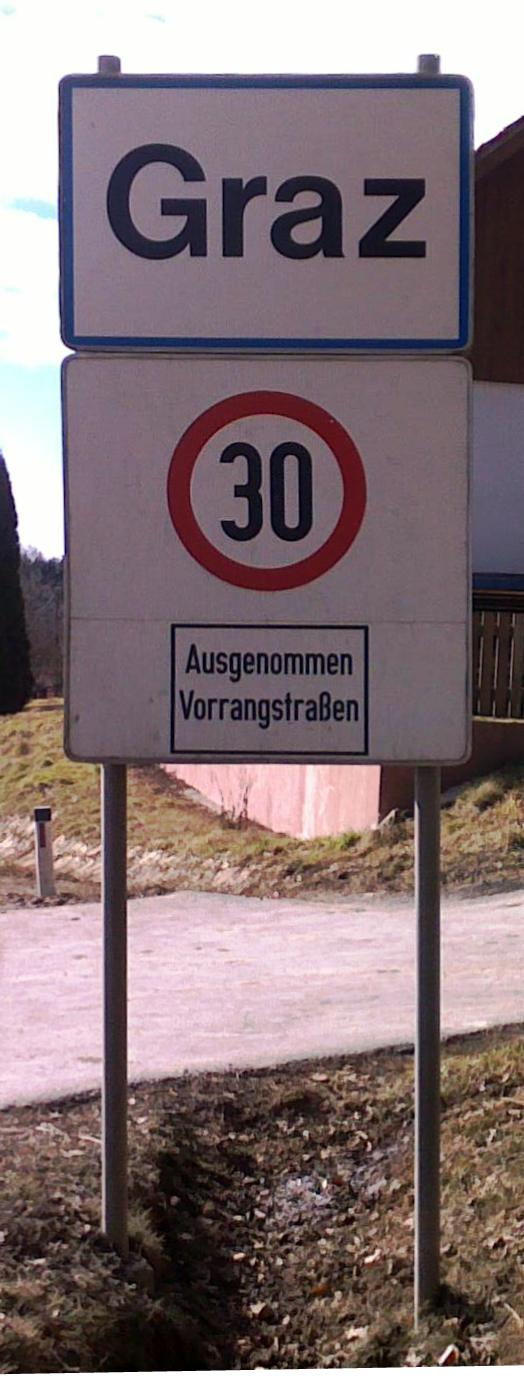
Graz in der Steiermark. Die Zusatztafel schreibt flächendeckend max. 30 km/h vor (ausgenommen Vorrangstraßen, hier gilt max. 50 km/h).

Das Ortsgebiet bezeichnet das Straßennetz innerhalb der Verkehrszeichen „Ortstafel“ und „Ortsende“. Damit ist das Ortsgebiet kein Gebiet der Gemeindeverwaltung oder der Raumplanung.
Die Anbringung der Ortstafel an der topographischen Ortsgrenze ist nur dann möglich, wenn sie sich mit dem verbauten Gebiet deckt. Der Umfang des Ortsgebiets muss von der zuständigen Behörde durch Verordnung festgelegt werden. Die Ortstafeln sind dem Aussehen nach genormt, die Größe richtet sich jedoch nach dem Aufstellungsort, Sichtbarkeit und der Bedeutung der Straße etc. Die größte Ortstafel Österreichs steht mit einer Breite von zwei Meter und eine Höhe von einem Meter in Bad Eisenkappel.
Die Schilder sind seit dem 1. Jänner 1977 weiß mit blauem Rand und die Schrift ist schwarz. Die Ortsendetafeln sind ähnlich der Ortstafel mit einem diagonal verlaufenden roten Balken. Da sie auf der Rückseite der Ortstafel angebracht ist, steht sie oft auf der linken Straßenseite. Zusätzliche Tafeln auf der rechten Straßenseite sind selten. Die Tafel „Ortsende“ gehört zu den wenigen Verkehrszeichen, die auch gültig sind, wenn sie nur auf der linken Straßenseite angebracht sind (so wie z. B. „Ende der Geschwindigkeitsbeschränkung“ oder „Radweg Ende“). Zuvor hatten die Ortstafeln oben und unten einen blauen Balken – diese sind seit der 10-jährigen Übergangsfrist per 1. Jänner 1987 ungültig.
Im Ortsgebiet gilt, so keine andere Geschwindigkeit vorgeschrieben ist, eine Maximalgeschwindigkeit von 50 km/h. Eine Ortsanfangs- oder Ortsendetafel hebt eine bestehende Geschwindigkeitsbeschränkung nicht auf.
Auf dem Hinweiszeichen „Ortstafel“ ist grundsätzlich nur der amtliche Name des Ortes anzugeben.
In manchen Orten oder Ortsteilen gibt es Hinweistafeln mit dem Ortsteilnamen. Diese haben aber keine blaue Umrandung und begründen daher kein Ortsgebiet gemäß StVO. In diesem Fall müsste eine gewünschte Geschwindigkeitsbegrenzung getrennt explizit über eine zusätzliche Tafel kundgemacht werden. Diese großen Tafeln tragen auf ihrer Rückseite zumeist die entsprechend rot durchgestrichene. Orte oder Ortsteile können zur Orientierung jedoch auch mit deutlich kleineren, etwa nur 20 cm hoch und einzeilig ausgeführten, beschriftet sein. Ebenfalls schwarz auf weiß, jedoch mehrzeilig gestaltete kleine Tafeln weisen nahe den Grenzen der Stadt Graz auf eine landesgesetzliche Regelung betreffend Taxi-Verkehrs in Graz hin.
Dass Ortstafeln auch ein Ausdruck der Identifikation der Ortsbevölkerung sein können, zeigt die Tatsache, dass zusätzlich zum Ortsnamen und entgegen der rechtlichen Bestimmungen auch noch der Gemeindename stehen kann, je nachdem wie sich der Ort zu einer Gemeinde gehörig fühlt bzs. wie viel Eigenständigkeit er innerhalb der Gemeinde bekommt. Das führte immer wieder zu Streit bei Gemeindezusammenlegungen. Besonders können diese Differenzen in mehrsprachigen Gebieten auftreten, wie es beispielsweise der Ortstafelstreit in Kärnten zeigt. Österreich ist staatsvertraglich verpflichtet, in Gebieten mit slowenischer oder kroatischer Bevölkerung zweisprachige Ortstafeln aufzustellen. Bisher gibt es in 77 Orten Ortstafeln mit zusätzlicher slowenischer Aufschrift in Kärnten sowie 47 mit kroatischer Aufschrift im Burgenland.
Die Orte Oberwart und Oberpullendorf sind die einzigen österreichischen Bezirkshauptstädte mit zweisprachig beschrifteten Ortstafeln und zudem zwei von insgesamt vier Orten, die Ortstafeln mit zusätzlicher ungarischer Aufschrift haben.

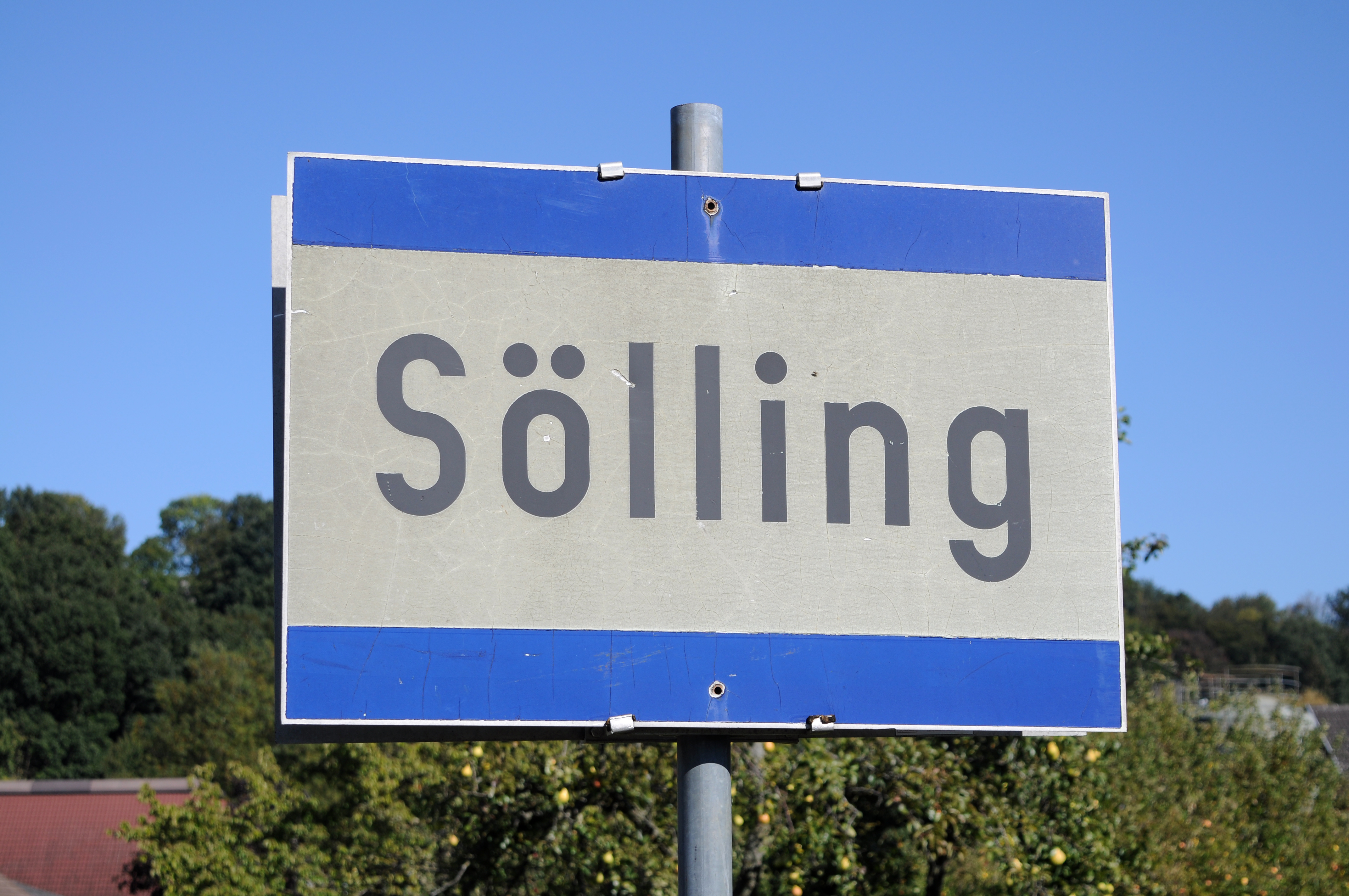
Ortstafel im alten Design in Sölling
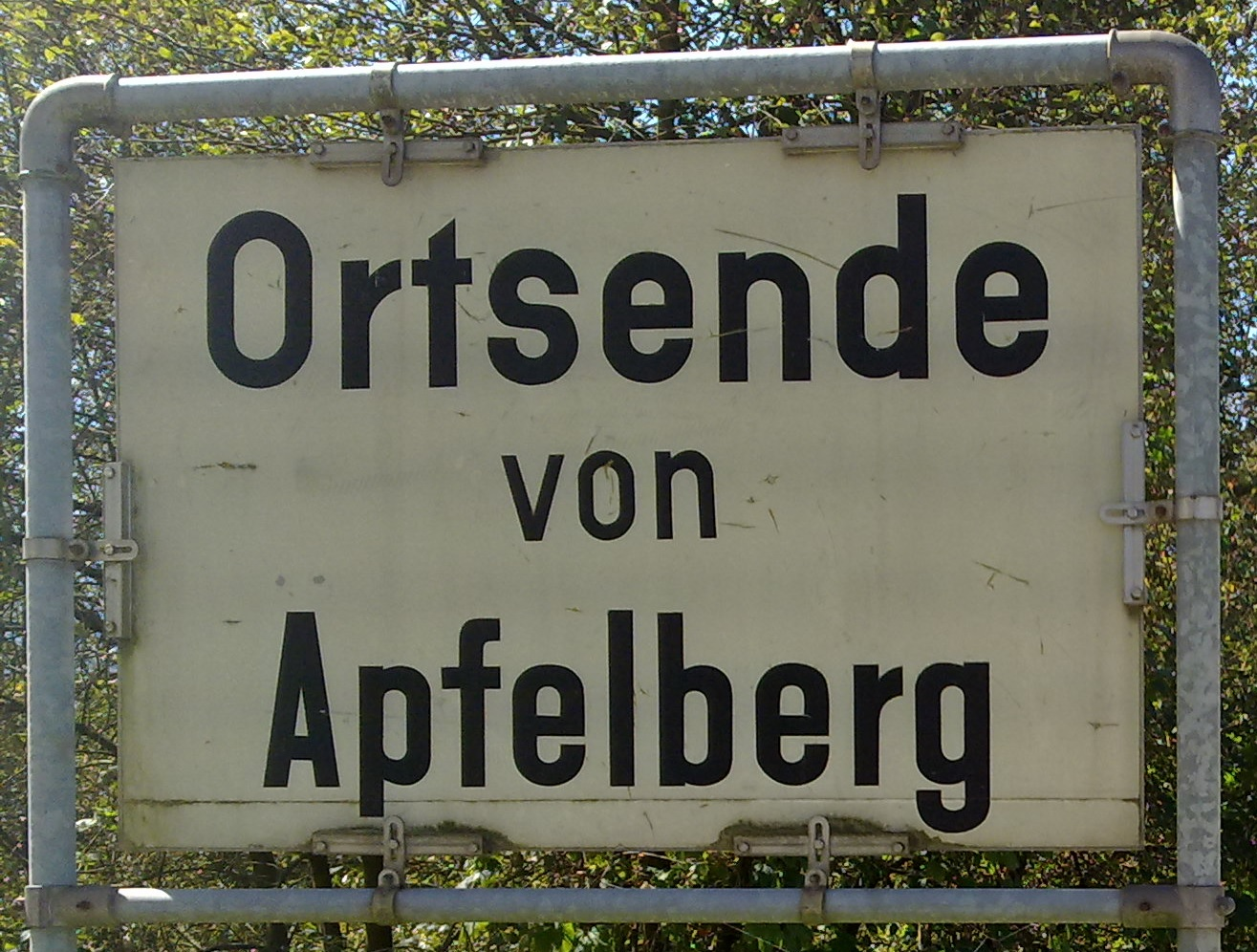
Ortstafel im alten Design in Knittelfeld
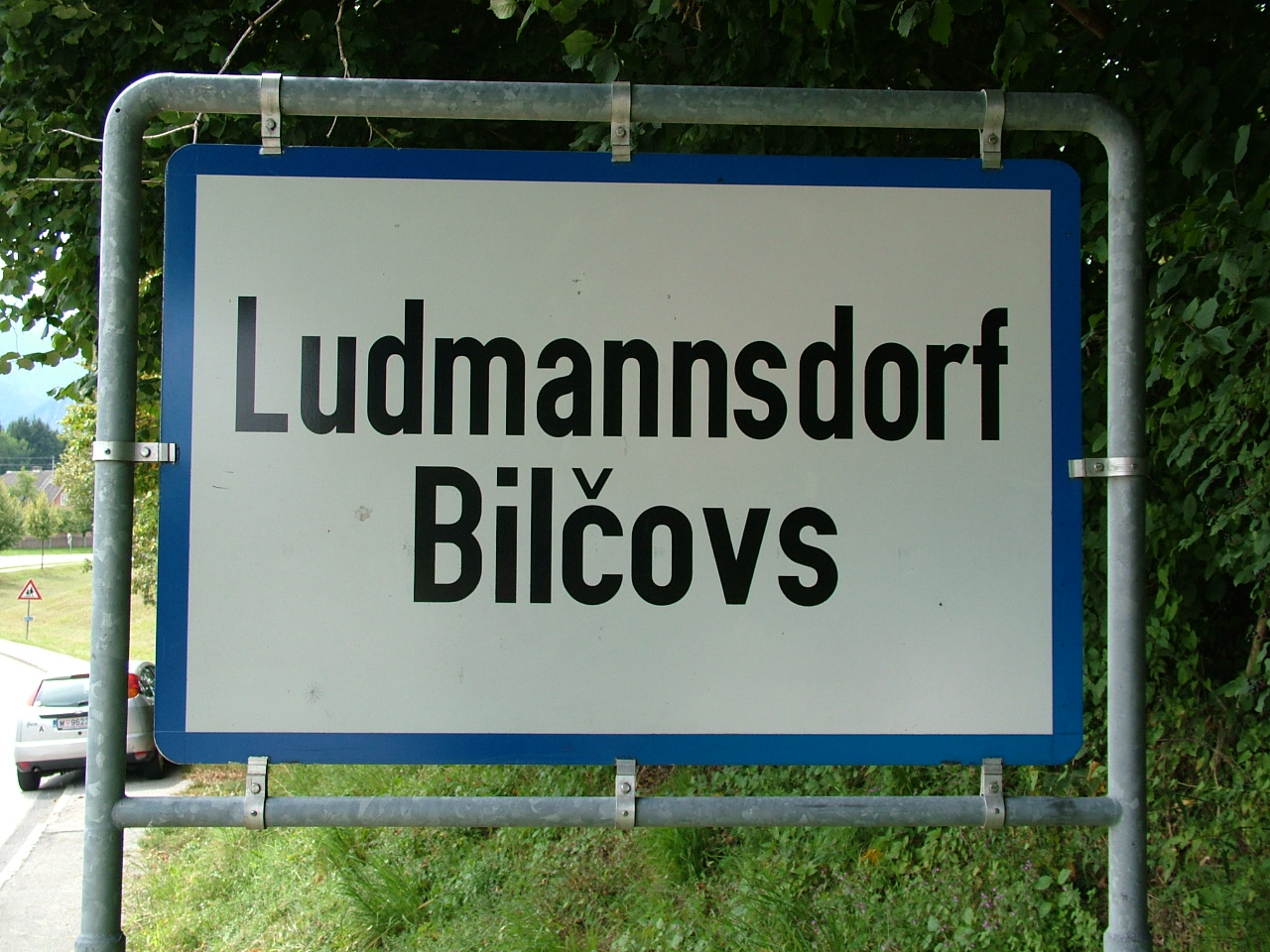
Ludmannsdorf in Kärnten (Deutsch/Slowenisch)
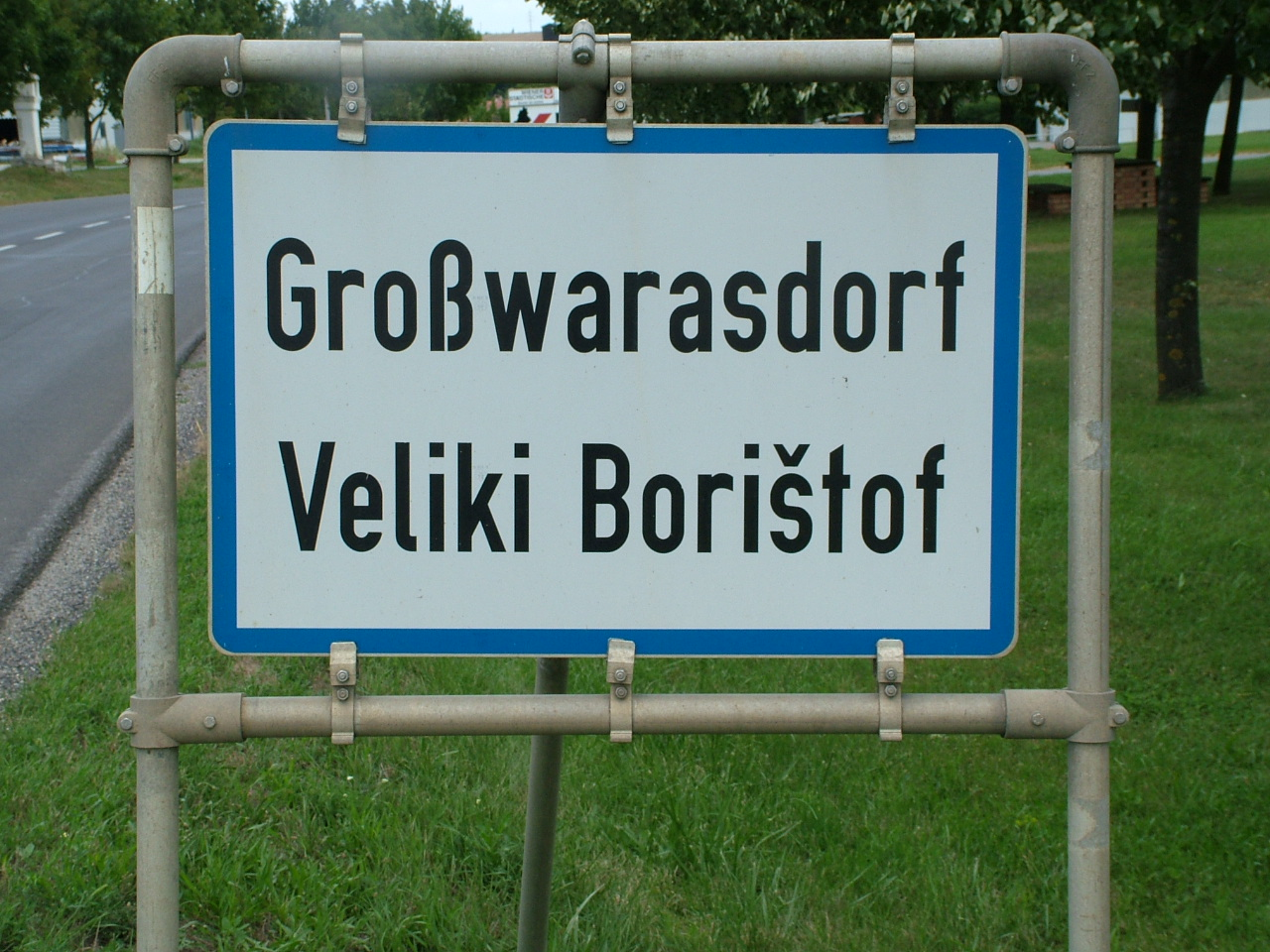
Großwarasdorf im Burgenland (Deutsch/Kroatisch)
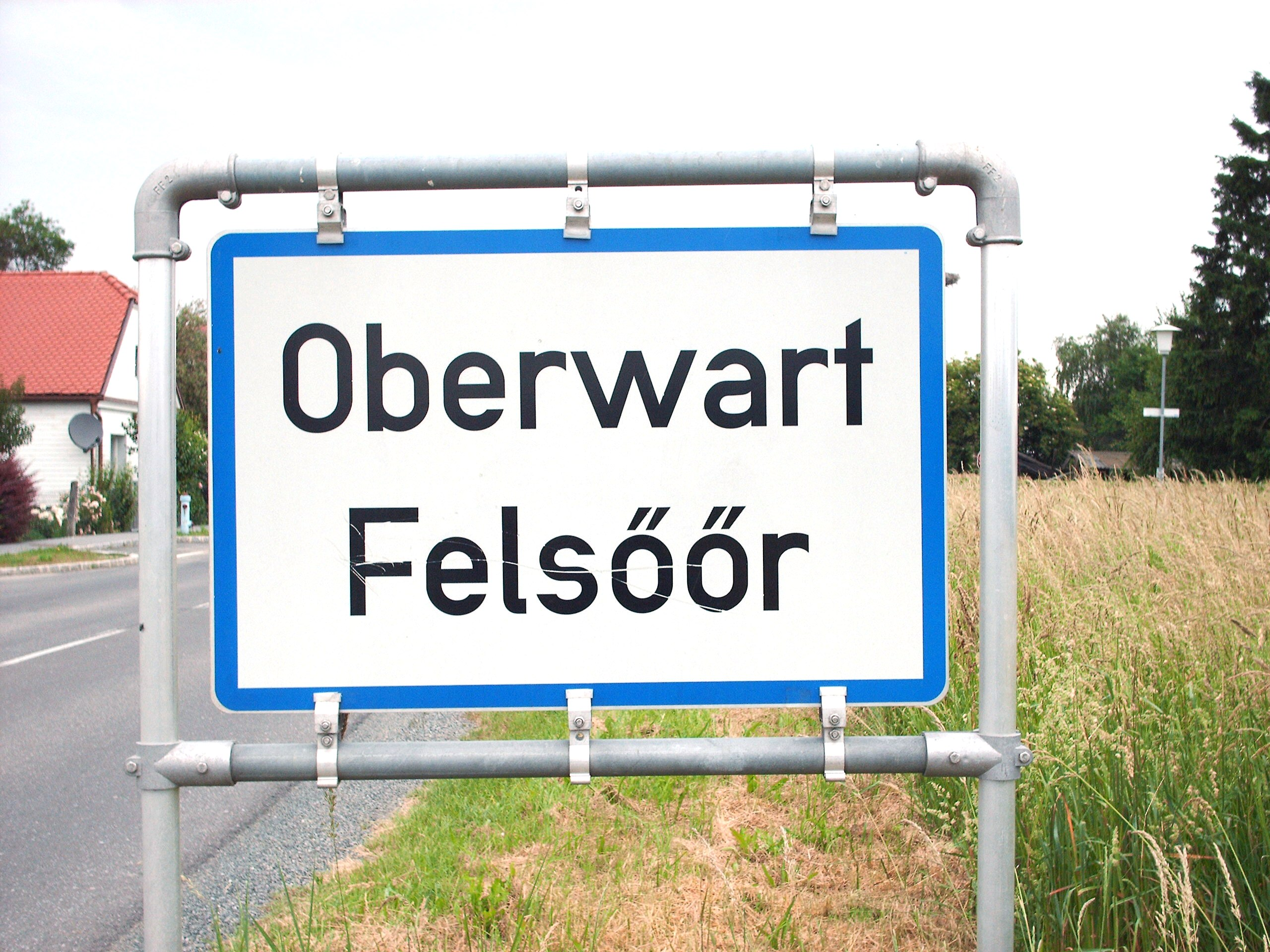
Oberwart im Burgenland (Deutsch/Ungarisch)

### Zusatztafeln
Straßenverkehrszeichen, die sich auf der gleichen Anbringevorrichtung wie die Ortstafel befinden, haben für das gesamte Ortsgebiet Gültigkeit; Beispiele dafür sind das Hupverbot in Wien oder allgemeine Tempo-30- oder -40-Zonen in einigen Ortschaften. Die Anbringung sonstiger Hinweisschilder, mit Ausnahme einer grün-weißen Zusatztafel mit der Aufschrift „Erholungsdorf“, war unzulässig und stellte einen sogenannten „Kundmachungsmangel“ dar. 2002 entschied der Unabhängige Verwaltungssenat (UVS) des Landes Oberösterreich, dass ein Autofahrer, der mit 68 statt 50 km/h im Ortsgebiet unterwegs war, die verhängte Verkehrsstrafe nicht zahlen müsse, da am Ortsschild eine Zusatztafel „Klimabündnisgemeinde“ angebracht war. In seiner Erkenntnis bezeichnete der UVS diesen Umstand jedoch als „unbefriedigend“. Viele dieser Zusatztafeln wurden danach entfernt und stattdessen vor oder nach dem Ortsschild aufgestellt.
Die rechtliche Situation änderte sich 2003, als neben der „Erholungsdorf“-Tafel auch „ähnliche, die Gemeinde näher beschreibende“ Tafeln zugelassen wurden. Des Weiteren kann seit 2005 ganz allgemein die Anbringung zusätzlicher Tafeln am Ortsschild keinen Kundmachungsmangel mehr begründen.

„Die Anbringung einer grünen Tafel mit der weißen Aufschrift ‚Erholungsdorf‘ - bei Orten, die berechtigt sind, die Bezeichnung Erholungsdorf zu führen – oder einer ähnlichen, die Gemeinde näher beschreibenden Tafel unterhalb der Ortstafel ist zulässig, wenn dadurch die leichte Erkennbarkeit der Ortstafel nicht beeinträchtigt und die Sicherheit des Verkehrs nicht gefährdet wird; eine solche Tafel darf die Ortstafel seitlich nicht überragen.“

### Ortsbezeichnungstafel
Daneben gibt es noch die Ortsbezeichnungstafel (schwarze Schrift auf Weiß ohne blauen Rand) für Orte, die kein Ortsgebiet sind und eine Tafel Ankündigung für Erholungsorte, eine „die Gemeinde näher beschreibenden Tafel“ mit weißer Schrift auf Grün, die nicht explizit nach StVO geregelt sind, sondern eine Sondertafel gemäß Richtlinien und Vorschriften für das Straßenwesen (RVS) sind und unterhalb von verschiedenen anderen Verkehrszeichen angebracht werden.

## Diebstahl von Ortstafeln
Speziell bei ausgefallenen Ortsnamen werden Ortstafeln immer wieder abmontiert. Des Öfteren passierte dies beim oberösterreichischen Ort Fucking, der deshalb seit 2020 auf Fugging umbenannt wurde. Bei den meisten anderen Orten handelt es sich eher um Einzelfälle, wie von Unterstinkenbrunn. Was einerseits als Lausbubenstreich beginnt, kann aber schwere rechtliche Folgen haben. Da Ortstafeln wegen der mit ihr verbundenen Geschwindigkeitsbeschränkung zur sogenannten kritischen Infrastruktur gehören, können bis zu drei Jahre Gefängnis als Strafrahmen verhängt werden.